# بویکوویچه
بویکوویچه (به صربی: Bujkoviće) یک روستا در صربستان است که در توتین، صربستان واقع شده‌است. بویکوویچه ۵۳ نفر جمعیت دارد.